# 凱爾采縣

50°53′N 20°37′E / 50.883°N 20.617°E
凱爾采縣（波蘭語：Powiat kielecki），是波蘭的縣份，位於該國中部，由聖十字省負責管轄，首府設於凱爾采，面積2,247平方公里，2016年人口208,798，人口密度每平方公里93人。